# Majątek ziemski

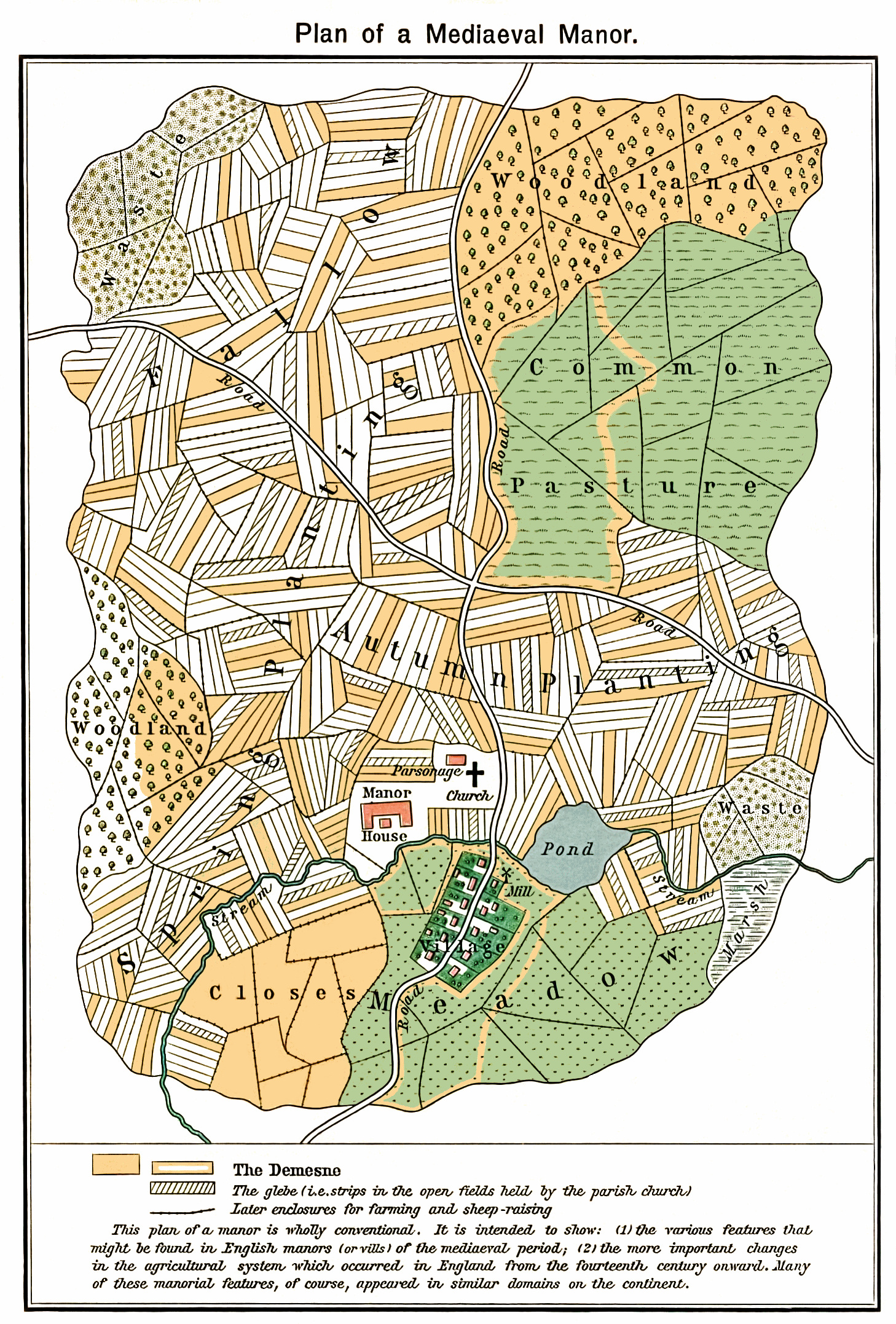
Plan fikcyjnego średniowiecznego dworu. Obszary w kolorze musztardy są częścią posiadłości ziemskiej, obszary zakreskowane częścią gleby

Majątek ziemski, dobra, rzadziej folwark – rolne lub rolno-przemysłowe przedsiębiorstwo o dużej powierzchni (z reguły powyżej 50 hektarów gruntów ornych) stanowiące całość. W okresie feudalnym, głównie własność szlachecka, kościelna i królewska.
Majątki ziemskie były w zasadzie samowystarczalne, choć z czasem ulegały specjalizacji produkcyjnej. Ośrodkiem majątku była siedziba właścicieli, zwanych dawniej dziedzicami lub panami. Siedzibą mógł być skromny, drewniany dwór, pałac lub zamek. Majątek ziemski miał własną księgę hipoteczną i był z reguły niepodzielny. 
Od XIX wieku majątki ulegały parcelacji, co było związane z zachodzącymi zmianami ekonomicznymi, głównym powodem była utrata pańszczyzny. Właściciele dokonywali również częściowej parcelacji, zazwyczaj parcelowano część dóbr z gruntami gorszej jakości a uzyskane sumy inwestowano w resztę majątku lub przeznaczano na spłatę jego zadłużenia.
Majątki ziemskie w Polsce o powierzchni powyżej 50 ha rozparcelowano na skutek reformy rolnej wprowadzonej w 1944 r. dekretem PKWN. Wyłączenie z reformy rolnej majątków Kościoła było zasługą Józefa Stalina, który uznając konieczność zdecydowanego wypierania w dziedzinie gospodarki rolnej elementów gospodarki prywatnokapitalistycznej, stanowczo odradzał polskim komunistom konfiskatę ziemi należącej do klasztorów i kościołów. Stalin podkreślał, że celem socjalistycznej polityki agrarnej jest przyśpieszone tempo rozwoju uspołecznionego przemysłu, z czym nie dają pogodzić się rozdrobnione indywidualne gospodarstwa chłopskie. Zdaniem Stalina socjalistyczna droga w rolnictwie polega na krzewieniu kołchozów i sowchozów i prowadzi do zjednoczenia drobnych gospodarstw chłopskich w wielkie gospodarstwa kolektywne, uzbrojone w zdobycze techniki i nauki i mające możność dalszego rozwoju.